# Palazzo Archinto (Milano, via Passione)
Palazzo Archinto di via Passione a Milano, fu una delle residenze della famiglia Archinto nel capoluogo lombardo. Fatto costruire per volere di Giuseppe Archinto, VI marchese di Parona, venne venduto poco dopo la sua morte dai figli per ripagare i creditori dei pesanti debiti accumulati dal genitore per la sua realizzazione e per il lusso col quale aveva predisposto i suoi interni.

## Storia
Dopo aver venduto lo storico Palazzo Archinto di via Olmetto, il marchese Giuseppe Archinto commissionò all'architetto Gaetano Besia un nuovo palazzo di rappresentanza in stile neoclassico su via Passione, nel centro storico della città di Milano. I lavori iniziarono nel 1833 e vennero completati nel 1837, anche se le decorazioni degli interni proseguirono sino alla metà del secolo, e le aree della servitù non vennero mai portate a termine. Il motivo fu che le spese per il palazzo 
compromisero in maniera irreparabile il patrimonio della casata, che si trovò ben presto in rovina. 
Infatti risultarono molto dispendiose sia la costruzione che l'arredo del palazzo, nonché la passione dell'Archinto per i pezzi rari da aggiungere alle sue collezioni artistiche presenti nel palazzo. 
Dopo la morte di Giuseppe Archinto il palazzo venne venduto allo stato italiano, e le collezioni artistiche vennero cedute disperdendole a collezionisti in Italia e in Europa. Durante la prima guerra mondiale, il palazzo fu utilizzato come ospedale militare e dal 1942 al 1956 servì come sede provvisoria dell'Università degli Studi di Milano perché la storica sede di via Festa del Perdono era stata danneggiata dai bombardamenti. Parte delle decorazioni del palazzo vennero recuperate da Aldo Carpi, pittore e insegnante all'Accademia di Brera. Questi due eventi recarono in parte danni alla struttura, che ha necessitato di un consistente restauro compiuto tra il 1999 ed il 2002.
Nel dopoguerra, il palazzo fu affidato all'Educandato Statale Emanuela Setti Carraro dalla Chiesa, esistente a Milano dall'epoca napoleonica e bisognoso di una nuova sede.

## Il palazzo

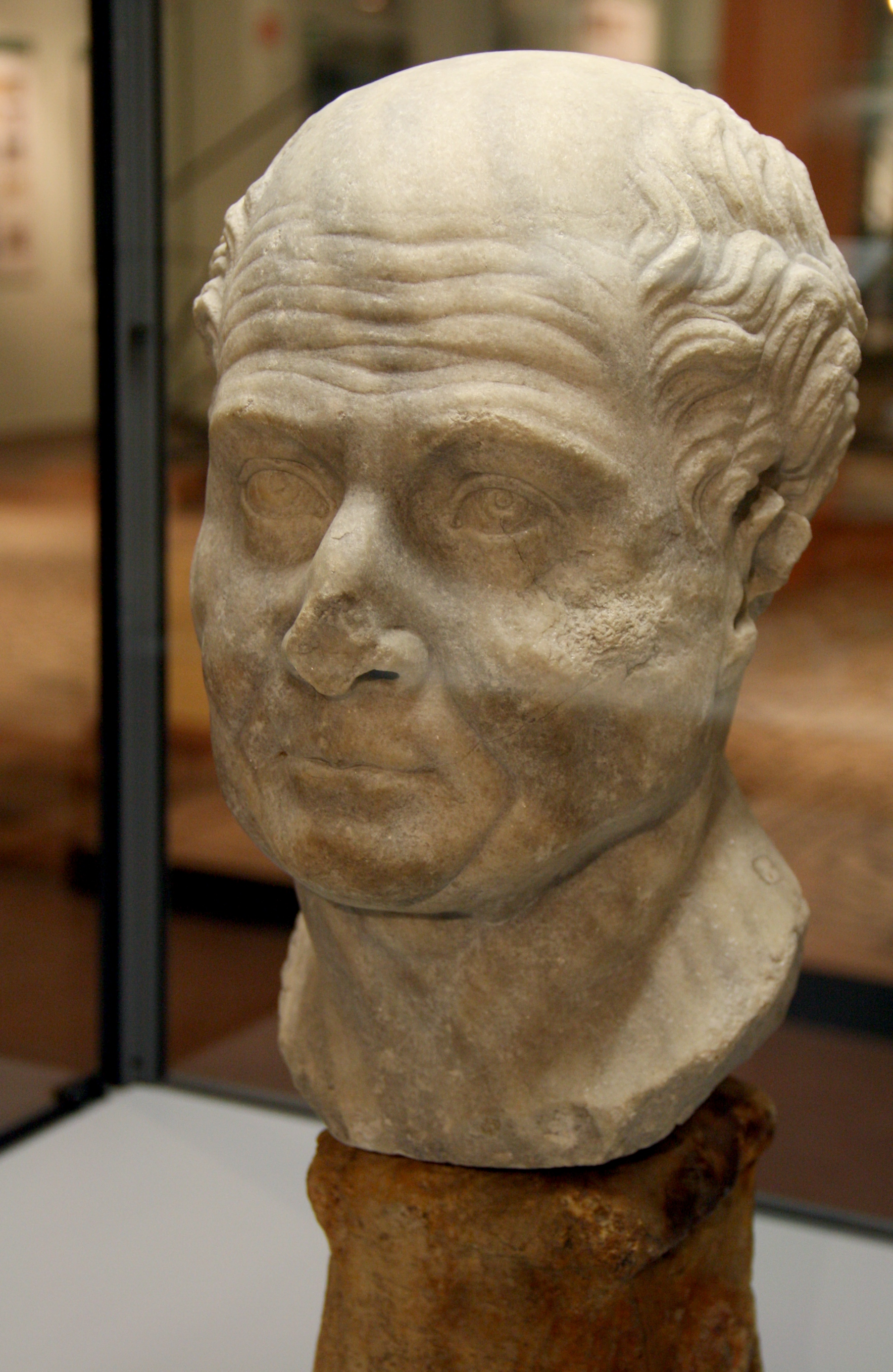
Ritratto virile proveniente dalla collezione Archinto un tempo ospitata al palazzo e oggi al museo archeologico di Milano

L'architetto Besia progettò un complesso con una grandiosa facciata di 125 metri ed una profondità di 70, articolata all'interno in tre cortili, attorniati da un vasto parco all'inglese e che si estende sino a via Conservatorio.
Delle decorazioni interne si occupò l'architetto parigino Nicolas Auguste Thumeloup che, su invito del marchese a contenere i costi, realizzò molte delle decorazioni utilizzando legno e cartapesta convertiti in finti marmi, anziché materiale prezioso. Lo scultore parigino Huber ebbe la commissione di realizzare i pezzi a Parigi e di spedirli successivamente a Milano, dove vennero collocati sul posto. I bronzi presenti negli arredi vennero realizzati dalla ditta francese Lerolle, mentre per i marmi necessari per i camini e per gli affreschi alle pareti delle sale del piano nobile venne impiegata manodopera locale.
Per ospitare la collezione di epigrafi e sculture romane e quella di piante esotiche, verso il parco vennero costruite una serra e un piccolo museo; i reperti di quest'ultimo si trovano oggi al Museo Archeologico di Milano. All'interno del palazzo si trova anche una sala detta Sala Pompeiana,  per l'uso del caratteristico colore rosso pompeiano.
Il giardino, sempre progettato dall'architetto Besia, conteneva in origine un piccolo fiume con laghetto artificiale ed una collinetta ancora oggi visibile contornata da alberi di tasso.